# Ligne R10 (Rodalia de Barcelone)
La ligne R10 était un service ferroviaire de banlieue, qui faisait partie des Rodalies de  Barcelone (actuellement Rodalies de Catalunya), exploité par la Renfe. Cette ligne circulait par des lignes de chemin de fer à écartement ibérique appartenant à ADIF. Le service, inauguré en 2006, reliait la Gare de Barcelone-França à l'aéroport de Barcelone-El Prat.

## Histoire
En 1980, la Renfe a créé Cercanías, dans le cadre d'un plan d'amélioration visant à "casser la mauvaise image de la Renfe", ce qui a conduit à la création de 162 nouveaux services et à l'amélioration de ceux existants, le Plan General Ferroviario supposé la modernisation du réseau. En 1984, la société s’organise en unités commerciales pour créer Cercanías Renfe, plus tard Rodalies Renfe en Catalogne, et en 1985 il a été réorganisé et un nouveau design pour le service de Rodalia est apparu.   
Avant 2006, il existait un service ferroviaire qui allait à l'aéroport de Barcelone depuis 1975 qui était exploité comme ramification de la ligne R1 depuis que le réseau de Rodalies existait.   
Pour les travaux liées à la LGV Madrid-Barcelone-Figueras, la ligne de l'aéroport a cessé de fonctionner à partir du 31 janvier 2009. Le service a été substitué par la ligne R2 Nord parcourant le trajet Aéroport - Maçanet-Massanes. La ligne R10 n'aura pas été rétablie comme ligne indépendante. Une fois les travaux terminés, ils ont été absorbés comme une branche de la ligne R4, un remplacement qui était prévu dans la restructuration des services fournis dans le Plan de Transports de Viatgers 2008-2012 et dans le Plan Rodalies Barcelona.

## Caractéristiques

### Ligne
Cette ligne se termine à l'emblématique gare terminus de Barcelone-França située dans le centre-ville de Barcelone. Elle a été créée pour restituer le service des trains sur l'embranchement Prat - Aéroport, mais avait été suspendue temporairement pour les travaux de la LGV Madrid-Barcelone-Figueras. La ligne est à voie unique entre El Prat de Llobregat et l'aéroport de Barcelone.

Schéma de la ligne R2, qui a remplacé la ligne R10 depuis le 31 janvier 2009.

Malgré la grande importance de relier les villes à proximité à l'aéroport de Barcelone, la fréquence de la ligne était d'un train toutes les 30 minutes, tous les jours. Bien qu'il n'y avait que la ligne R10 qui passait par l'embranchement à voie unique entre l'aéroport et El Prat de Llobregat et entre Passeig de Gràcia et la gare de Barcelone-França. Le reste de la ligne était partagé avec les trains de la ligne R2.
Entre 2006 et 2008, le service passait par les lignes de chemin de fer suivantes :
- La totalité de la ligne El Prat - Aéroport.
- Ligne Barcelone - Vilanova - Valls, dans le tronçon entre El Prat de Llobregat et Barcelone.
- Tunnel d'Aragon, tunnel qui relie Barcelone-Sants à Passeig de Gràcia.
- Embranchement de Glòries de la ligne Barcelone - Gérone - Portbou (connexion entre la gare de Barcelone-França et Passeig de Gràcia).

### Gares
| Gare                     | Commune                   | Correspondances         | Zone Renfe | Zone ATM |
| ------------------------ | ------------------------- | ----------------------- | ---------- | -------- |
| Gare de Barcelone-França | Barcelone                 |                         | 1          | 1        |
| Passeig de Gràcia        | Barcelone                 |                         | 1          | 1        |
| Barcelone-Sants          | Barcelone                 |                         | 1          | 1        |
| Bellvitge/Gornal         | L'Hospitalet de Llobregat |                         | 1          | 1        |
| El Prat de Llobregat     | El Prat de Llobregat      |                         | 1          | 1        |
| Aéroport                 | El Prat de Llobregat      | Aeropuerto de Barcelone | 4          | 1        |

## Projet
Dans le Plan de Transports de Viatgers 2008-2012, il était prévu de substituer la ligne de l'aéroport par une autre ligne et un des deux services réalisés par une seconde ligne. Il était prévu que les lignes R1 et R4 remplacent la ligne de l'aéroport : la R1, qui devait desservir toute la côte et ensuite aller jusqu'à l'aéroport, comme de 1975 à 2006. La ligne R4, pour sa part devait relier l'aéroport à la gare de Manresa
Les deux lignes à Barcelone devaient passer par la gare de Barcelone-Plaça Catalunya et donc la gare de Passeig de Gràcia aurait cessé d'avoir une connexion avec l'aéroport d''El Prat, pareil pour la gare de France, mais cette dernière aurait cessé d'être desservie par des Rodalia de Barcelone, puisque la ligne R10 était l'unique ligne passant par cette gare. Donc, elle aurait été seulement desservie par des lignes régionales, nationales et internationales.